# Zygmunt Kawecki (pisarz)
Zygmunt Kawecki (ur. 13 kwietnia 1876 w Samborze, zm. 22 sierpnia 1955 w Poznaniu) – polski dramaturg.

## Życiorys
Syn Karola i Filipiny z Polakiewiczów. Ukończył gimnazjum w Przemyślu. Studiował prawo we Lwowie, filologię germańską w Krakowie oraz romanistykę w Wiedniu. Po studiach pracował jako urzędnik pocztowy we Lwowie, następnie nauczyciel gimnazjalny we Lwowie, Krakowie i Jaśle. Zadebiutował utworem Dramat Kaliny. Utwór ten został wystawiony po raz pierwszy w 1902 roku w Krakowie i odniósł niespodziewanie duży sukces. W następnych latach Kawecki opublikował nowe utwory dramatyczne, które także cieszyły się dużym powodzeniem. Od 1907 roku był został sekretarzem redakcji „Kuriera Warszawskiego”. W czasie I wojny światowej został ewakuowany w głąb Rosji. W Moskwie był redaktorem „Gazety Polskiej”. Po wojnie powrócił do Polski, gdzie pracował jako urzędnik i cenzor filmowy. Nadal pisywał utwory dramatyczne, głównie komedie i farsy. 
Otrzymał Złoty Krzyż Zasługi (10 listopada 1933).
Po II wojnie światowej, w 1948 roku został zawieszony w prawach członka ZLP za współpracę z okupantem hitlerowskim, polegającą na publikowaniu recenzji teatralnych na łamach gadzinowego „Nowego Kuriera Warszawskiego”.
Zmarł w 1955 roku. Został pochowany na cmentarzu Bródnowskim w Warszawie (kwatera 108H-2-1).
Miał brata Adama (oficera wojskowego, który popełnił samobójstwo w 1910). Był dwukrotnie żonaty: od 1900 roku z Olgą Rotlender von Rohland, z którą miał m.in. syna Janusza – literata i dziennikarza, od 1935 roku ze śpiewaczką operową Heleną Korff (1907–1996).

## Wybrane utwory
- Dramat Kaliny (1902)
- Szkoła (1907)
- Poczekalnia pierwszej klasy (1925)
- Ludzie tymczasowi (1926)
- Fura słomy (1927)
- Droga do piekła (1931)
- Miłość chemiczna (1947)
- Jan i Janek (1948)
- Jan nieznany (1949)